# Ferdinand-Léopold de Hohenzollern-Sigmaringen
Antoine Ferdinand Léopold, comte de Hohenzollern-Sigmaringen (aussi connu comme le comte de Hohenzollern-Haigerloch; 4 décembre 1692 à Sigmaringen – 23 juillet 1750 aux Châteaux d'Augustusburg et de Falkenlust) est un noble allemand. Il est à des moments divers, chanoine de différents chapitres et premier ministre de l'Électorat de Cologne sous l'Électeur Clément-Auguste de Bavière. De 1702 jusqu'à sa mort, il est comte de Hohenzollern-Haigerloch.

## Biographie
Il est le fils du comte François Antoine de Hohenzollern-Haigerloch et son épouse Anne Marie Eusebie de Königsegg-Aulendorf.
En 1706, il rejoint le chapitre de la cathédrale de Cologne. De 1714 à 1726, il est aussi Chanoine à Spire. En 1725, il est nommé chanoine de Strasbourg. À Cologne, il est Chorévêque de 1724 à 1727. En 1727, il est vice-doyen, et 1731, doyen de la cathédrale. En 1733, il succède à Ferdinand de Plettenberg en tant que premier ministre de l'Électorat de Cologne. Cependant, il a beaucoup moins d'influence politique que son prédécesseur. En 1745, il vote pour le compte de Cologne lors de l'élection de l'Empereur François Ier.
Il meurt en 1750, et est enterré dans la Cathédrale de Cologne. Il est célibataire et sans enfant. Il est remplacé en tant que comte de Hohenzollern-Haigerloch par son jeune frère François-Christophe-Antoine de Hohenzollern-Sigmaringen.